# Sierpień 2014

## 31 sierpnia
- Podczas mityngu lekkoatletycznego ISTAF w Berlinie Polka Anita Włodarczyk ustanowiła wynikiem 79,58 rekord świata w rzucie młotem. (ISTAF)

## 30 sierpnia
- Na Stadionie Narodowym w Warszawie rozpoczęły się Mistrzostwa Świata w Piłce Siatkowej Mężczyzn 2014. (sport.pl)
- Premier Polski Donald Tusk otrzymał nominację do objęcia od 1 grudnia br. stanowiska przewodniczącego Rady Europejskiej, a minister spraw zagranicznych Włoch Federica Mogherini – na stanowisko wysokiego przedstawiciela Unii do spraw zagranicznych i polityki bezpieczeństwa.

## 28 sierpnia
- Recep Tayyip Erdoğan został zaprzysiężony na stanowisku prezydenta Turcji. (BBC)

## 25 sierpnia
- Islamiści z nigeryjskiego zbrojnego ruchu fundamentalistycznego Boko Haram ogłosili powołanie kalifatu na kontrolowanym przez siebie północnym wschodzie kraju. (Wyborcza.pl)
- Prezydent Ukrainy Petro Poroszenko rozwiązał Radę Najwyższą. Przedterminowe wybory wyznaczono na 26 października. Wybrany 25 maja 2014 r. prezydent mógł rozwiązać parlament, ponieważ przez miesiąc od rozpadu koalicji parlamentarnej nie udało się sformować nowej większości. (wp.pl, rp.pl)
- Premier Francji Manuel Valls oddał się wraz z gabinetem do dyspozycji prezydenta François Hollande. (Wyborcza.pl)
- Po raz 66. wręczono amerykańskie telewizyjne nagrody Emmy. W swoich kategoriach zwyciężyły m.in. seriale Współczesna rodzina (Modern family) i Breaking Bad.

## 24 sierpnia
- Zmarł Richard Attenborough, brytyjski aktor, reżyser i producent filmowy, laureat Oscara za film Gandhi. (BBC)

## 21 sierpnia
- Zmarł Albert Reynolds, premier Irlandii (tzw. taoiseach) w latach 1992-94. (BBC)

## 19 sierpnia
- W Iraku dżihadyści dokonali egzekucji na amerykańskim dziennikarzu Jamesie Foleyu. Nagranie pokazujące zabójstwo zostało opublikowane w Internecie. (rmf24.pl)
- W wieku 79 lat zmarł Brian G. Hutton, amerykański reżyser (m.in. filmy Tylko dla orłów i Złoto dla zuchwałych).

## 15 sierpnia
- Podczas rozgrywanych w Zurychu mistrzostw Europy w lekkoatletyce Francuz Yohann Diniz ustanowił wynikiem 3:32:33 rekord świata w chodzie na 50 kilometrów. (SportoweFakty.pl)
- W Warszawie zmarł Jan Ekier – polski pianista, pedagog i kompozytor, profesor sztuk muzycznych, wielokrotny przewodniczący jury Konkursu Chopinowskiego. (rp.pl)

## 13 sierpnia
- Najbardziej prestiżową nagrodę w dziedzinie matematyki – Medal Fieldsa – otrzymali: Artur Avila, Manjul Bhargava, Martin Hairer oraz Maryam Mirzakhani (pierwsza w historii kobieta, której przyznano to wyróżnienie). (Wyborcza.pl)

## 12 sierpnia
- W wieku 89 lat zmarła Lauren Bacall, amerykańska aktorka.

## 11 sierpnia
- W wieku 63 lat zmarł Robin Williams, amerykański aktor i komik, odtwórca ról w filmach takich jak Buntownik z wyboru czy Pani Doubtfire (tvn24.pl)

## 10 sierpnia
- W Teheranie doszło do katastrofy lotu Sepahan Air 5915, w wyniku której zginęło 39 osób.
- Zakończyły się, rozegrane w Moskwie, mistrzostwa świata w kajakarstwie. (SportoweFakty.pl)

## 9 sierpnia
- Rafał Majka (Tinkoff-Saxo) został zwycięzcą klasyfikacji generalnej 71. edycji wyścigu kolarskiego Tour de Pologne (wp.pl)

## 5 sierpnia
- Premierem Bułgarii został Georgi Bliznaszki (onet.pl)

## 3 sierpnia
- Prowincję Junnan nawiedziło trzęsienie ziemi o sile 6,1 stopnia w skali Richtera. W jego wyniku zginęło co najmniej 617 osób, a ponad 1900 zostało rannych (Chiny: już 367 ofiar śmiertelnych trzęsienia ziemi w prowincji Yunnan)